# Classique des Alpes 1995
La Classique des Alpes 1995, quinta edizione della corsa e valida come evento UCI categoria 1.2, si svolse il 3 giugno 1995, per un percorso totale di 189,5 km. Fu vinta dallo spagnolo Ramón González Arrieta che giunse al traguardo con il tempo di 4h57'37" alla media di 38,204 km/h.

## Ordine d'arrivo (Top 10)
| Pos. | Corridore                | Squadra          | Tempo    |
| ---- | ------------------------ | ---------------- | -------- |
| 1    | Ramón González Arrieta   | Banesto          | 4h57'37" |
| 2    | Gérard Rué               | Banesto          | s.t.     |
| 3    | Richard Virenque         | Festina          | a 1'04"  |
| 4    | Peter Meinert-Nielsen    | TVM              | s.t.     |
| 5    | Lylian Lebreton          | Aubervilliers 93 | s.t.     |
| 6    | Miguel Indurain          | Banesto          | s.t.     |
| 7    | Fausto Dotti             | Brescialat       | a 2'19"  |
| 8    | Miguel Arroyo            | Chazal           | a 2'20"  |
| 9    | Robert Millar            | Le Groupement    | a 2'50"  |
| 10   | Carlos Alberto Contreras | Kelme            | s.t.     |